# Syziwka
Syziwka (ukr. Сизівка, ros. Сизовка, Sizowka) – wieś na Ukrainie, w Autonomicznej Republice Krymu (de iure stanowiącej integralną część państwa ukraińskiego, w 2014 anektowanej przez Rosję i odtąd funkcjonującej jako Republika Krymu), w rejonie sakskim. W 2001 liczyła 1987 mieszkańców, wśród których 272 wskazało jako ojczysty język ukraiński, 1187 rosyjski, 495 krymskotatarski, 2 mołdawski, 2 białoruski, 2 niemiecki, a 27 inny. Według spisu ludności przeprowadzonego przez okupacyjne władze rosyjskie populacja wsi w 2014 wynosiła 1814 osób.